# Фэрфакс, Уильям
Уильям Фэрфакс (англ. William Fairfax; 1691—1757) — британский королевский чиновник и политик, который руководил сбором налогов на Барбадосе, был губернатором Багамских островов, затем сборщиком налогов в Массачусетсе, после чего переехал в колонию Вирджиния. Он был избран в вирджинскую Палату бюргеров, а затем стал президентом Губернаторского совета. В северной Вирджинии он основал плантацию Бельвуар, где занимался выращиванием табака. Уильям был внуком Генри Фэрфакса, 4-го графа Кэмерона и двоюродным братом Томаса Фэрфакса, 6-го лорда Кэмерона, который назначил его управляющим своих земельных владений в Вирджинии. Уильям был соседом и родственником Вашингтонов и оказал большое влияние на юного Джорджа Вашингтона.

## Ранние годы
Уильям Фэрфакс родился в Лондоне в семье Генри Фэрфакса. Уже в юном возрасте он отправился на Карибы, где занимался сбором налогов, а так же служил главным судьёй на Багамах при губернаторе Вудсе Роджерсе. После отставки Роджерса он некоторое время исполнял обязанности губернатора. 
Его двоюродный брат Томас Фэрфакс владел большими участками земли в Вирджинии, ему принадлежали 5 миллионов акров от Северного Перешейка до долины Шенандоа. Сам он жил в Англии в замке Лидс, и управлял землями в Вирджинии через своих агентов. В 1732 году он назначил Уильяма управляющим своими землями вместо Роберта Картера. Томас устроил перевод Уильяма из Массачусетса в Вирджинию.

## Жизнь в Вирджинии
С 1738 года Уильям и его вторая жена Дебора жили на Нижнем Потомаке. Здесь они выбрали место для усадьбы по соседству с Литл-Хантинг-Крик, усадьбой Вашингтонов. Уильям построил дом в два этажа, который был закончен в 1741 году и назван Бельвуар. Уильям и его потомки жили в этом доме в последующий 32 года. В 1773 году Фэрфаксы переехали в Англию, дом пустовал в годы войны за независимость, а в 1783 году сгорел. 
В 1741 году Уильям был избран членом вирджинской Палаты бюргеров. По его инициативе в 1742 году округ Фэрфакс был выделен из округа Принс-Чарльз. Впоследствии Уильям служил на нескольких должностях в округе. Несколько позже Уильям стал президентом губернаторского совета, что соответствовало позже утверждённой должности вице-губернатора. В той должности он представлял колонию на переговорах с ирокезами в Олбани в 1753 году.
В июле 1743 года Анна Фэрфакс, дочь Уильяма, вышла замуж за Лоуренса Вашингтона, который в апреле того года унаследовал после смерти отца соседнее поместье Литл-Хантинг-Крик (будущее Маунт-Вернон).
Брак Анны Фэрфакс с Лоуренсом Вашингтоном оказал сильное влияние на судьбу Вашингтонов; он позволил Лоуренсу перешагнуть социальный барьер и попасть в общество высшего вирджинского дворянства. Джордж Вашингтон, которому было всего 11 лет, также стал частым гостем в Бельвуаре. Частая смерть детей Анны и Лоуренса только привязали их к Джорджу, а тот привязался в Джорджу Уильяму Фэрфаксу, который был старше его на 8 лет. Связь с Фэрфаксами и покровительство Уильяма открыло для Вашингтона-Младшего огромные возможности. Рон Чернов писал, что необыкновенная карьера Вашингтона могла бы не сложиться, если бы не не была привязана к интересам клана Фэрфаксов. 
Джордж Вашингтон не только получил свободный доступ в общество Фэрфаксов: Уильям рассмотрел потенциал молодого человека, стал приглашать его на лисью охоту и принял участие в его карьере. Он относился к Вашингтону с явной симпатией и подписывал письма к нему словами «ваш верный и любящий друг». Джордж и Уильям часто обсуждали сочинения Юлия Цезаря и биографию Александра Македонского и обменивались мнениями о героях античности. Уильям часто говорил, что долго работал над собой, чтобы научиться контролировать свои эмоции, и возможно, что его самообладание стало образцом для Вашингтона.
В 1748 году сын Уильяма, Джордж Уильям, женился на Салли Кэри, дочери полковника Уинстона Кэри, образованной женщине, хорошо знавшей французский язык. Салли произвела сильное эмоциональное впечатление на Джорджа Вашингтона, который перед смертью написал ей, что дни их общения в юности остались для него лучшими воспоминаниями за всю его жизнь.
В декабре 1753 года Джордж Вашингтон отправился в экспедицию в Огайо, а на обратном пути, 11 января 1754 года, он первым делом навестил усадьбу Бельвуар. 
Как старший по рангу чиновник в округе Фэрфакс, он формально считался главнокомандующим вирджинским ополчением, и по этой причине его иногда называли «Вирджинский полковник». 
По завещанию 1757 года он оставил бельвуар и плантацию Спрингфилд (ок. 6 кв. км.) своему старшему сыну Джорджу Уильяму, плантацию Тоулстон-Грендж (22 кв. км.) младшему сыну Брайану, а земли в округе Калпепер (18 кв. км) своей дочери Ханне.

## Семья и родственники
Ещё во время службы на Багамах Уильям женился на Саре Уокер (1700 - 1731), дочери одного из багамских судей. У них родился сын Джордж Уильям и две дочери: Анна и Сара. Его жена умерла в январе 1731 года в Массачусетсе, и он женился вторым браком на Деборе Кларк. В этом браке родились Томас, Уильям Генри, Брайан и Ханна.
В июне 1743 года его старшая дочь Анна, которой было тогда 15 лет, вышла замуж за Лоуренса Вашингтона, офицера военно-морского флота и адъютанта вирджинского ополчения в ранге майора. Вероятно, Лоуренс некоторое время жил в усадьбе Бельвуар, дожидаясь окончания строительства его собственной усадьбы Маунт-Вернон.
У Анны и Лоуренса было четверо детей, из которых только дочь Сара дожила до совершеннолетия.
Джордж Уильям Фэрфакс женился на Салли Кэри, но брак был бездетным.
Сара Фэрфакс вышла замуж за Джона Карлайля, и их сын погиб в сражении при Этау-Спрингс в 1781 году.
Другие два сына Уильяма Фэрфакса погибли в войнах: Томас был убит в 1746 году в морском сражении в Индии на борту HMS Harwich, а его брат Уильям Генри умер от ранений, полученных при взятии Квебека в 1759 году.